# 魔境伝説アクロバンチ
『魔境伝説アクロバンチ』（まきょうでんせつアクロバンチ、ACROBUNCH IN DEVIL-LAND）は、1982年（昭和57年）5月5日から同年12月24日まで日本テレビ系列局で放送されていたテレビアニメである。日本テレビと国際映画社の共同製作。全24話。

## 概要
いのまたむつみのキャラクターデザインデビュー作であり、中原茂の声優デビュー作でもある。ナレーターは窪田等。
企画初期の仮題は『挑戦王・アクロバンチ』という。本作の題名は当初は仮題だったが、最終的にこの題名が決定稿になった。デザインコンセプトが当時放送されていた『銀河旋風ブライガー』及びその後番組の『銀河烈風バクシンガー』の系列を汲むために、当初のデザインではアタッチメントにペンチのような二顎のクランプハンドがあったり、バンチャー・マシンの分割系列がバクシンガーと同一であったりする共通点がある（バクシンガーの記事も参照）。また、蘭堂ファミリーの苗字も変遷があり、後述の他、初期脚本時には「トーゴー」姓だった。なお、アクロバンチの立ち位置は後述の通り西部劇の幌馬車の立ち位置であり、発想元（命名由来）がアメリカギャング映画であった関係上当初は全員アメリカ人の設定であった。本作には後述の通り北米版が存在するが、北米版では初期設定がアメリカ人であった頃の名残のオーエン (Owen) ファミリーとして蘭堂ファミリーを紹介している。なお、当初の設定時では後述の様に現行よりも年齢が異なるキャラが存在する。
また、フランス語圏版でも後述の販売管理者により2種類の題名にて放送されている。こちらでは蘭堂ファミリーはコッシグ (Kossig) ファミリーとなっているが、原典及び北米版のアマチュア考古学者の海洋牧場主と違い、当主のアレクサンドルの職業は唯一教授職の設定となっている。

## あらすじ
人類の歴史数千年よりのさらなる過去、遥か数万年の昔・超古代文明の時代より伝わるという謎の大秘宝「クワスチカ」を求めて世界中の遺跡を巡ることが、海商王・蘭堂タツヤの長き夢だった。そんな折、ある事件から不本意ながら夢が叶い、タツヤたち一家は万能探索メカ・アクロバンチで世界各地の遺跡を巡ることになる。「クワスチカ」の存在の証の石版の導きにより旅を続けるが、かつて地底に封じられた地底人・ゴブリン一族が「クワスチカ」の力による地上への回帰を目論み、ファミリー一行の前に立ちはだかる。

## 登場人物
初期設定名及びデザインイメージは新番組企画書及び第1話・第2話脚本より。

### 蘭堂ファミリー
蘭堂 タツヤ
声 - 柴田秀勝
蘭堂ファミリーの当主。48歳。若き頃に海運業で財を成し、数多の海洋牧場を経営している。また、ハインリヒ・シュリーマン に憧れるアマチュア考古学者でもある。アメリカ大陸西部沖合 に「ランドー海洋牧場」を構えていたが、ゴブリンのUFOに襲撃を受けた際、牧場を失い、アクロバンチで世界各国の遺跡を巡るという過去の夢が期せずして叶ってしまう。自分のことを「パパでない、父さんと呼べ」と常日頃子供たちに諭しているが、ジュン・ミキには「パパ」、ヒロ・リョウ・レイカには「親父」呼ばわりされることもしばしばある。ファルコン・バンチャーおよびアクロバンチのメインパイロットであり、一連のバンチャーメカやR・C、D・Bの設計者でもある。ジュンの射撃の師匠でもある。
デザインイメージとして紹介されたモデルキャラクターはジョン・ウェインやベン・カートライトであった。また、この時の設定では50〜56歳と幾分幅を持っていた（新番組企画書より）。タツヤ・トーゴーになって48歳に設定された（第1話脚本より）。
蘭堂 ヒロ
声 - 若本規夫
蘭堂タツヤの長男。25歳。放浪癖があるとされている為に、作中ではいつの間にか出歩き、第11話や第20話ではそれ故の物語がある。ナイフ投げの腕で右に出る者はいない。愛用のサングラスは乱視用の度が入っている。常にクールで、タツヤのことを「親父」と呼ぶこともたびたび。バンチャーホーネット・Σ型のパイロットである。第14話ではタツヤとジュンの代わりにファルコン・バンチャーのメインパイロットを受け持っている。
デザインイメージとして紹介されたモデルキャラクターは、ピーター・フォンダであった。ジュンと共に初期設定からほとんど変わらなかったキャラ。
蘭堂 リョウ
声 - 野島昭生 / 田中秀幸（第11話・第12話、第14話・第15話）
蘭堂ファミリーの御台所を司る、蘭堂タツヤの次男。21歳。彼の料理は誰もがうなる美味だが、コーヒーの淹れ方だけはミキに負けているという。料理だけではなく、投げ縄の腕前はファミリーで右に出る者はいない。ただし、ファミリーの中では一番機械に弱いらしく、しかも第4話では爬虫類が苦手なことがバレた。バンチャーホーネット・Λ型のパイロットである。タツヤのことを「親父」と呼ぶ癖がある。なお、初期設定時代のデザインでは肥満体型だった上、決定稿とはイメージが異なるおじさん的キャラ だった。1982年に発表された『テレビマガジン』誌の「新番組特報」記事中にはこのデザインが存在する。なお、第1話サブタイトルのバックには登場していない。
蘭堂 ミキ
声 - 三輪勝恵
蘭堂タツヤの長女。18歳。レイカの双子の姉で、非常にお淑やか。リョウに教わった料理の腕は今では甲乙付け難く、コーヒーの淹れ方は既に達人の域。バンチャーアロー・ハーレー型のパイロットである。
フランス語版のOP（主題歌）では、彼女がキーキャラクターとなっている。
蘭堂 レイカ
声 - 杉山佳寿子
蘭堂タツヤの次女。18歳。ミキの双子の妹で、男勝りな性格の持ち主。リョウとは逆にメカに滅法強く、特に二輪車を手足のように乗り回す。バンチャーアロー・タキオン型のパイロットである。レイカもリョウと同じく、第1話サブタイトルのバックには登場していない。
- 初期設定のオーエンファミリー時代はジェニー&ベティーの設定年齢は17歳だった。

蘭堂 ジュン
声 - 中原茂
15歳。蘭堂タツヤの三男で末っ子。ずば抜けた運動神経を持ち、父譲りの射撃の腕と兄・ヒロ譲りのナイフ投げの腕前を持つ。生まれた時に母・ローラを失う。ファルコン・バンチャー及びアクロバンチのメイン（というよりは半ばサブ）パイロットである。タツヤのことを「パパ」と呼ぶ癖があり、それでタツヤにたしなめられることも多い。ごくたまにバンチャー・ホーネットやバンチャー・アローのパイロットも受け持っている。
精神的に子供で好奇心が強すぎるゆえに家族からの言いつけを無視したり、無用のトラブルで事態を悪化させるなど、第1話で既にタツヤに厄介者扱いされていたりとトラブルメーカーとしての才能は天性のものを持つ。まともに主役を張った話は第3話のみのわずか1回であり、逆に蘭堂ファミリーを危機に陥れる役回りの方が多かった。
ヒロと共に当初から略デザインやキャラクターは決定済みであった。本作はジュンの成長物語の面を持つ為に事実上タツヤとは二枚看板の主人公であった。
R・C
声 - 窪田等（ナレーションも兼任）
男性的性格を持つ海洋牧場の管理ロボット。アクロバンチでの見張りや雑務などもこなす。タツヤやジュンがいない時のアクロバンチやファルコン・バンチャー等のメインコントロールも受け持つ。正しくは「スリムスR・C」という名称だが、本編ではこの名で一度も呼ばれない。
第1話ではR・Cに似た外見で濃灰色の海洋牧場管理用サブ・テクノロボが何体か登場している（なお、喋らないので声優は付いていない）。
フランス語版OPの歌詞の中ではサブ・テクノロボ中で彼の名前だけが登場する。

D・B
声 - 倉川きよみ//ピエール・トラブー
女性的性格を持つ海洋牧場の管理ロボット。アクロバンチでの見張りや雑務などもこなす。バンチャーメカのメインコントロールはできないが、サブコントロールやオートコントロールを担当。アクロバンチのあらゆるデータが収められ、石版の情報やエネルギー・ポールのデータ管理も行う。正しい名称は「ファットD・B」だが、R・C同様本編ではこの名で一度も呼ばれない。
- R・CとD・Bの分類形式名は「サブ・テクノロボ」である。また、初期デザインは『スター・ウォーズ』のC-3PO/R2-D2の系列を組むものであった（3POがR・C、R2がD・Bの元モチーフ）。当初からコメディ・リリーフの役回りを持たされているのはSWと一緒である。その為に第13話等では肝心な所で邪魔になったりする事がある。
- 原典では現行の口調は上記の通りで更に二者共丁寧口調（サブ・テクノロボ同士では対等な口調）であるが、諸外国語版では両者共に完全な対等な男性口調であり、主人（デヴィッド/アレクサンドル）を「ダンナ」と呼ぶ。ただし初期脚本段階では日本語原典でもこうであった（第1話及び第2話脚本より）。

### ゴブリン一族
太古に地底に追いやられた人類の末裔。緑色の肌を持ち、頭に角を持つのが特徴。デーロスの統率の下、クワスチカ奪取のために蘭堂ファミリーと激しい争奪戦を繰り広げた。
ゴブリン王・デーロス
声 - 加藤精三
太古に地底に追いやられたゴブリン一族の長の末裔で、一族の王。超常的な能力の持ち主であり、2度にわたってアクロバンチと渡り合った（第12話では瞑想状態の思念体で、最終回では巨大化して生身で）。
黒軍鬼・グロイジ
声 - 大木民夫
三足歩行型のディラノスを駆るゴブリン四天王にして、四天王のリーダー格。黒鬼族。貴族出身であることにプライドを持つ貴族主義者で、アガイルとは特に仲が悪い。シーラにも想いを寄せているらしい。
青軍鬼・ブルゾム
声 - 大林隆介
無足飛行型のフォリングスを駆るゴブリン四天王。青鬼族。シーラに想いを寄せている。それゆえにヒロと熾烈な戦いを展開する。ある事情で殺されたという妹はエンメ・ヤのエリーナ皇女によく似ているという。
赤軍鬼・アガイル
声 - 寺田誠
二足歩行型のアンドロデムス を駆る、ゴブリン四天王の一人。赤鬼族。北方ゴブリン族出身で四天王中唯一の平民出身者。物語終盤で地球連邦軍空軍の攻撃を受けて命を落とす。
赤軍鬼・アガラス
声 - 戸谷公次（第23話）、徳丸完（最終話）
戦死したアガイルの後を受けて赤軍鬼に就任した。赤鬼族。アガイルの血族であり、アガイルと同じく平民出身らしい。赤軍鬼であるが身体は緑色を基調色としており、赤系統の色が一切見当たらない。
白軍鬼・シーラ
声 - 弥永和子
人間体形二足歩行型のケラドウスを駆る、ゴブリン四天王。白鬼族の名家の貴族ギリンゼボの娘。実はデーロスの実の娘で、ある理由で養女に出されていた。このことはゲペウとデーロス以外は誰も何も知らなかった。ヒロとの死闘の最中に己の過去生に触れ、それからヒロに異常な執念を燃やして敵対する。
大神官・ゲペウ
声 - 玄田哲章
太古の予言などを知り尽くす、ゴブリン一族の参謀兼神官長。ゴブリン神話や各国の伝承を全て暗誦している。
ガルモ
声 - 戸谷公次
シーラの副官でシラミック部隊長。またクレタ島発掘部隊長でもある。物語後半になると出番が無くなる。

### ゲスト・その他
アタワ
声 - 高木早苗
アンデスの長老・パチャクティの孫娘。ジュンに危ないところを助けられる。
ダランベール博士
声 - 丸山詠二
古代アンデスの研究家。タツヤと20年以上文通していた。
キャサリン
声 - 上田みゆき
世界的な考古学者の未亡人。タツヤがかつて思いを寄せていた。
コト
声 - 間嶋里美
村に伝わる伝承を代々守ってきたエスキモーの娘。リョウとは幼馴染。
ヘンリー中尉
声 - 森功至
地球連邦軍軍人。クワスチカを巡る戦いの最中ファミリーに助けられ、特にタツヤを崇拝。後に彼を見習い、タツヤのプロトタイプから合体機能を削除し隊長機との無線連動などを付加した以外は寸分違わないアクロバンチ量産機を6機製造し、「アクロバンチ隊」として隊員たちを率いて戦った。
アルタ
声 - 富山敬
クワスチカの存在を知る者に罠をかける一族の長で、ダレイオス1世の末裔。
サバの王女・シルビア
声 - 吉田理保子
ゴブリンに国を滅ぼされたサバ国の王女。国の崩壊時に顔の左半分に酷い火傷を負い、それ故に右目以外の顔を隠しながらゲリラ活動をしていた。
エリーナ皇女
声 - 潘恵子
侵略者アナビスによって母星（シリウス第三惑星エンメ・ヤ）を失い、地球に避難してきてそのまま冷凍睡眠していた。彼女の持つ「ソウル・ボール」は邪悪な心を持つ者には死を与えるが、正しい心の持ち主はクワスチカにまで導くと言われている。ただし地上には「願いが叶う」と誤って伝えられていて、それゆえにこの球を巡って幾多の争いが起きているという。ブルゾムの妹に面影が似ているという。
大秘宝クワスチカ
声 - 池田勝
蘭堂ローラ
タツヤの妻で五人兄妹の母。ジュンを産んですぐに死去している。

## アクロバンチ
アマチュア考古学者である蘭堂タツヤが、謎の大秘宝クワスチカ探索のために設計・製作した万能探索ロボット。蘭堂ファミリーの家でもある。なお、第2話レクチャー内で、頭部の主センサコントローラ (M.S.C) の説明文にJISマークがあり、日本製の特注パーツで構成されていることが判る。胸部の居住空間は8畳(16㎡)の床面積があり、更に二段二階層構造（下段1階は寝室、上段2階は万能ルーム等）となっている。万能ルームから各マシンコクピットまでシュータやスライダを通して、外出等の際はスリング状のリフトやハシゴ等で移動する。なお、初期設定時はファルコン左右スポンソン（アクロバンチ胸部脇ブロック）は多段ベッドとして機能する予定だった。
ファルコン・バンチャーを中心にバンチャー・ホーネットとバンチャー・アローが合体して、身長15.2m、体重50.0tの人型ロボットとなる。分離時のマシンは「バンチャーマシン」と総称される。
また、コクピットを包む「原子磁力」が人工の重力を作り、如何なる回転や振動に対しても、コクピットの向きを一定に保たせ、宇宙空間や海底でも地上と同じように活動できることが、第2話でのヒロのレクチャーで明かされている。
命名由来はアクロバット+パンチ+アメリカ映画『ワイルドバンチ』より（新番組企画書より）。初登場の第2話で、命名由来の如くワン・ツー・パンチで見得を切っている場面がある。また、デザイン状のモチーフとしては西部劇の幌馬車をその発想元としている。役割的にはキャンピングカーである旨、各種アニメ雑誌に記されていた。
武器は炎の聖剣エクスキサーチ、バンチャードリル、ウイングカッター、ウイングサーベル、アトミックアンカー（ワイヤー付き）、アタックアンカー（ワイヤー無し。影武者の装備。設定画では「バンチャーカッター」 と呼ばれていたもの）、フィンガービーム、ランチャーカノン（スケルトンストック付きサブマシンガン型）、バンチャーカノン（ハンドガン型）その他。額のハートに酷似した形状の部分からはゴブリン金属を貫通できるイオンビーム砲・セラービームが発射される。これはゴブリンUFOとのドッグファイトなどで特に効力を発揮しているが、全ての武装の目的は元来は遺跡調査時に考えられるあらゆる障害を除去するためのものである。
当初は翼の色は白で、総集編以降の物語後半は合金アイテムやアオシマミニ合体ロボと同じ紅い翼に塗装色が変更されている。これは玩具メーカーからの要請によるもので、ウィンドウパッケージで玩具販売をする際、白い発泡スチロールに白い翼が溶け込んで見栄えのインパクトが弱まるのを防ぐ目的で配色が変更されたもの。なお、放送話数順序から、この翼色は日本国内本放送時は第14・15・16話では再び白に戻っているが、これは、第13話が元々は第16話として製作されていた為であり、日本では前倒しされて13話として、フランス語版では当初の放送順序通り16話として放送された。その為に、フランス語版では翼色の齟齬は生じていない。
本編内でのアクロバンチ合体シーンはオンエアに作画・彩色・撮影が間に合わず、当初は未完成だった。苦肉の策として原動画をネガ反転し、濃紺のバックに白のワイヤーフレーム風の演出（キャラの虹彩部とアクロバンチ胸部相当部ならびに脚部膝下部のV型の部分と肘間接部フード部のみ赤）とした。原画のBL指定（彩色に黒で塗る注意書き）さえそのままだった。加えてシーン途中、バンチャー・アロー変形とそれに伴うミキとレイカのコクピット移動シーンは動画が間に合っておらず、原画のみを白のフラッシングでつなぐように処理し、合体完了時からフルカラーにオーバーラップするようにした。初合体の第2話では、ミキのみが合体に失敗して墜落している。合体成功版は第3話で初登場しここで全員のパートが初登場している。また、完成後に登場するフィルムはアクロバンチの前にモノクロ半調でファミリーがオーバーラップして上に流れ、全員が消えてからアクロバンチが前に飛んで来る形でシークエンス終了となる。その後も黒バックにオレンジのワイヤーフレーム風にしたり、作業完成までの場繋ぎとしてのバリエーションがある。
モノクロポジ加工が成されるのは総集編以降である。なお、初期の合体時は接合の瞬間にフルカラーのフラッシングがあり、このタイミングの数回のポジネガの入れ替わりで合体の瞬間の発光を演出していた。この演出は後期合体時にも生かされている。
しかしこの合体シーンはどんどんカットを削られていったため、完全な形で流れることは最後までなかった。
アクロバンチの各種設定資料の一部は『マイアニメ』誌上「アニメ資料館」で2回（本誌内記事と別冊の2つの形で）設定資料が公開され、その内別冊付録となった11月号では初期のアローのアタッチメントが前輪版の合体シークエンスや玩具設定デザインのアクロバンチ（クランプハンド型）等が公開 されている。
なお、合体時の掛け声は「アタック・ブロー・バンチ」。各バンチャーマシンへの分離時の掛け声は「アタック・バンチ・アウト」である。
終盤では地球連邦軍所属のヘンリー中尉らが開発した量産型アクロバンチが6体登場したが、タツヤのプロトタイプ機を見よう見まねで開発したため、分離・合体等は排除されている。
なお、プラモ化に際してさまざまな考証の変更がされ、そのスケールは当初1/980が検討されていた。また、マスクのデザインや翼のカラーリングおよびディテール等も現行とは異なる物がいくつか存在していた。なお、後述の日本版DVD-BOX解説書の表4には、初期設定の彩色版アクロバンチのイラストが掲載されている。
第1話タイトルバックでは設定資料にはない翼の大きくデフォルメされたアクロバンチが登場している。
- フランス語圏では"ソルン・ロック(Thorn-Rock)"の名前で呼ばれるが、この名前は作品名と共に一つのネタバレともなっている。
- メカデザインコンセプトが同一時期の『銀河旋風ブライガー』及びその後番組の『銀河烈風バクシンガー』と共通する部分があるが、これはアクロバンチのデザインは元々、原型メカはバクシンガーの主役メカとしてデザインされた（アクロバンチとバクシンガーのデザインのコンペが僅か1週間という近接した締切であった）為で、元はプラズマシンクロンシステム前提のデザインだった（バクシンガー系デザインの名残がアローの初期設定の前輪アタッチメント）。2009年に開かれた「国際映画社ナイト2009」の中でこの事が明らかにされた。

### バンチャーマシン
当初の予定では腕利きのパイロット達を雇い、バンチャーマシン及びアクロバンチを操縦してもらう事になっていた（第2話脚本より）。なお、腹案として現在のメンバーが考慮されており、第2話本編のレクチャーの際に、内部構造図に腹案メンバーの名前が明記されている。また、いかなる案であってもジュンだけは不動の同行者となっていた。
ファルコン・バンチャー
蘭堂タツヤ/ジュンいずれかが主として操縦し、2体のサブ・テクノロボが機能補佐する事で操作されるリフティングボディのリーサ型 飛行メカ。アクロバンチの頭部・胴体・太もも・翼を形成するバンチャーマシンB（ボディ）メカ。公称数値全長11.29m、重量18.0t。機首にイオンビーム銃と海底煙幕ミサイル、翼部前部付根にマイクロミサイルポッドを装備する。また、主翼前木口の部分には、ブースタースラスター噴射口が左右各5門開いており、ここはアクロバンチ時にはウイング・カッター用のブースターとなる。初期デザインでは左右の翼端灯も設定されていた。
第14話ではタツヤとジュンが2人共バビロン復元都市へ出向いた為に臨時にヒロが主操縦桿を握る事になった。

フランス語圏では"vaisseau"等と呼ばれる。
バンチャー・ホーネット
蘭堂ヒロと蘭堂リョウがそれぞれ操縦する2台のスーパーカー型メカ。アクロバンチの脚（脹脛以下）となるバンチャーマシンC（カーフ）メカ。リョウの乗る左脚（レクチャー時の説明文では"B.L.L"）はΣ型、ヒロの乗る右脚（レクチャー時の説明文では"A.R.L"）はΛ型という区分がなされ、キャノピーの開閉位置に違いがある。公称数値全長7.41m、重量11.0t。フロントノーズ及びエンジン上部にイオンビーム銃を装備する。2台が底面部で合わさってダブルアタックという重加攻撃をなせる。

フランス語圏では"jambes-voiture"と呼ばれる。
バンチャー・アロー
蘭堂ミキと蘭堂レイカがそれぞれ操縦する2台のスーパーバイク型メカ。アクロバンチの腕となるバンチャーマシンA（アーム）メカ。レイカの乗る右腕（レクチャー時の説明文では"Y.R.A"）はタキオン型、ミキの乗る左腕（レクチャー時の説明文では "X.L.A"）はハーレー型という区分がなされ、本来の操縦桿の形式に違いがある。公称数値全長8.3m、重量5.0t。機首カウリング前部ライトにイオンビーム銃を装備する。コクピットは海底などではさらにフードキャノピーに覆われる。
本来このアローの前部推進装置は着脱自在となっており、本編で出るホバーウイング型の他に、当初のデザインで主体となっていた前輪型のアタッチメントが存在した（前述の理由よりバクシンガーの原型メカのデザインを書き換えた為）。この本編の単発ホバー型はプラモデルキット化時は合体ロボットシリーズのみに採用され、他のキットでは設定されているアタッチメントの一つの三発ホバーが採用されている。また前述の通り、アクロバンチの手ともなるアタッチメントには二顎のクランプハンドの他、車輪の付いた拳形のものも設定されていた。この車輪付き拳は後述の1商品のみに採用され立体化されている。

フランス語圏では、"bras-motos"と呼ばれる。
- アローとホーネットに共通する機能として、タイヤは10年使用可能な特殊なタイヤとなっている。また、各種の探査用装置をアタッチメントとして着脱可能となっている[14]。

## スタッフ
| 役職                     | 第1話 - 第12話、第14話                            | 第13話、第15話 - 第24話                           |
| ------------------------ | ------------------------------------------------- | ------------------------------------------------- |
| 原案・シリーズ構成       | 山本優                                            | 山本優                                            |
| 製作                     | 壺田重三                                          | 壺田重三                                          |
| 企画                     | 吉川斌（日本テレビ）、壺田重夫                    | 吉川斌（日本テレビ）、壺田重夫                    |
| 総監督                   | 夏木よしのり                                      | -                                                 |
| チーフ・ディレクター     | やすむらまさかず                                  | 久岡敬史                                          |
| キャラクター・デザイナー | 影山楙倫、いのまたむつみ （カナメプロダクション） | 影山楙倫、いのまたむつみ （カナメプロダクション） |
| メカニック・デザイナー   | 樋口雄一（サブマリン）                            | 樋口雄一（サブマリン）                            |
| 美術監督                 | さとうまこと                                      | -                                                 |
| チーフ・デザイナー       |                                                   |                                                   |
| 音響監督                 | 松浦典良                                          | 松浦典良                                          |
| 音楽                     | 丸山雅仁                                          | 丸山雅仁                                          |
| 製作担当                 | たやま一良                                        | 今江修司                                          |
| 製作プロデューサー       |                                                   |                                                   |
| プロデューサー           | 中村良男（日本テレビ）、つぼたしげお              | つぼたしげお、藤家和正                            |
| 制作                     | 日本テレビ、国際映画社                            | 日本テレビ、国際映画社                            |

オープニングとエンディングは金田伊功が手掛けた（但し、ノンクレジット）。
総監督としてクレジットされている「夏木よしのり」は、当時国際映画社で活動していた四辻たかおと同一人物である。
序盤の1クール目では、1981年10月に開設した国際映画社の自社スタジオで『おちゃめ神物語コロコロポロン』と同時進行で制作されていたが、2クール目以降はJ9シリーズなどと同様に東映動画が制作に関わるようになり、スタッフが大幅に入れ替わっている。
日本テレビでは1971年放送の『アニメンタリー 決断』以来、日本テレビ制作の30分アニメは「日本テレビ」を制作名にクレジットされていなかったが、本作では久々に局ロゴでクレジット表記された。この時期は前々番組『鉄腕アトム』（アニメ第2作）や同時期放送の『ゲームセンターあらし』のように「日本テレビ」をクレジットする30分アニメが放送されていたが、いずれも制作側のロゴでクレジットされていたため、局ロゴでクレジット表記されるのは極めて珍しい。なお、国際映画社作品自体もそれまでは局名をクレジットしていなかったが、本作からテレビ東京作品（「J9シリーズ」）を除きクレジットするようになった。
アクロバンチ合体シークエンスに使われた曲は複数あるが、そのうちBGMのアルバム内タイトルの「翼広げて」は一時期同年度のミス・ユニバース日本代表選考会での募集用テレビCMで使われていた。また、いくつかの曲はアルバム未収録のまま終わった。

## ソフト化
2002年6月25日、パイオニアLDCからDVD-BOXが発売された。
北米ではエノキフイルムが代理店となり『ACRO-Bunch』の題で放送され、映像媒体も発売されている。前述の通り主人公一家の設定は初期設定のオーエンファミリーとなっている。
フランス、ベルギー、ルクセンブルク、スイスの4か国では『L'EMPIRE des 5』という作品名で放送され（『Askadis – La Légende de l'empire perdu』の題で放送された地域もある）、MANGA-Distribution (IDP) 社からフランス語吹替の欧州版（単品及びそのDVD-BOX）並びに、日本語原版の同時収録された二ヶ国語版 を収めた5枚組DVDが発売された。また、フランス版向けに独自の主題歌「L'EMPIRE des 5』（あるいは『ASKADIS』）の題名を持つ曲が作成されたが、OP・ED問わずこの曲しか用いられていない。この歌詞は内容が作品のネタバレを含んでいる。また、前述の通り放送時の題名に合わせて曲の題名も連動して変わっている。

## 主題歌
オープニングテーマ - 「夢の狩人」
作詞 - 山本優 / 作曲・編曲 - 山本正之 / 歌 - 山形ユキオ
エンディングテーマ - 「渚にひとり」
作詞 - 山本優 / 作曲・編曲 - 山本正之 / 歌 - たいらいさお
本放送当時、オープニング・エンディング映像が未完成のまま放送が開始され、回を追うごとに完成度が上がっていった。第1話放送当初のオープニング映像では、表示テロップでのエンディング曲名が「猪にひとり」と誤記されていた（この誤植状態は、完成フィルムが出来上がるまでの数話間分継続している。DVDでは全話で完成したオープニングに統一されており、未完成映像も「猪にひとり」のテロップも見ることができない。しかし、EDはスタッフクレジットの都合上差し替えられていないため、未完成映像を見ることができる。なお、フランス語版では日本語対応時第23話のEDのみが使用されているため、これを見ることができない。
歌詞テロップはOP・EDともに割愛されていたが、これは、当時（1980年代前半）のロボットアニメでは珍しかった（この他、『六神合体ゴッドマーズ』や『百獣王ゴライオン』のOP映像・ED映像でも、歌詞テロップは表示されなかった）。
前述の通り海外（フランス語圏）で放送された際には、OPとEDは同一の曲が使用された。こちらも歌詞テロップは表示されていない。

## 各話リスト
| 話数 | 放送日        | サブタイトル                          | 脚本     | 絵コンテ         | 演出             | 作画監督       | 美術     |
| ---- | ------------- | ------------------------------------- | -------- | ---------------- | ---------------- | -------------- | -------- |
| 1    | 1982年 5月5日 | 大秘宝を求めて                        | 山本優   | やすむらまさかず | やすむらまさかず | 多賀かずひろ   | -        |
| 2    | 5月12日       | 氷雪山の怪光                          | 山本優   | 横井昭           | 志村典           | 野崎恒仲       | -        |
| 3    | 6月2日        | 呪いの地下宝殿                        | 山本優   | 織田魔莉         | 菊池城二 十数美  | 菊池城二       | -        |
| 4    | 6月9日        | 謎の海底神像                          | 山本優   | やすむらまさかず | 川端蓮司         | 篠田章         | -        |
| 5    | 6月30日       | 大密林コンゴの秘宝                    | 山本優   | 曽我部孝         | 岸たつや         | いのまたむつみ | -        |
| 6    | 7月7日        | 滅亡のアトランティス                  | 山本優   | やすむらまさかず | やすむらまさかず | 多賀かずひろ   | -        |
| 7    | 7月14日       | 巨石神殿の怪人                        | 合戸陽   | 松任谷憐         | 高村礼           | 山根みち男     | -        |
| 8    | 7月28日       | エンメ・ヤの乙女                      | 合戸陽   | 高垣幸蔵         | 高垣幸蔵         | 篠田章         | -        |
| 9    | 8月4日        | 吼えよグリフォン                      | 山崎晴哉 | 純かつみ         | 岸たつや         | 村田四郎       | -        |
| 10   | 8月18日       | 妖精達の祭り                          | 首藤剛志 | 高垣幸蔵         | 高垣幸蔵         | 篠田章         | -        |
| 11   | 9月8日        | 悲恋のサバ王宮                        | 合戸陽   | 越智一裕         | おちかずひろ     | 南波一         | -        |
| 12   | 9月22日       | はるかなるエーゲ                      | 山本優   | 康村正一         | 岸たつや         | 荒川和夫       | -        |
| 13   | 10月8日       | 前半・特別総集編 謎の大秘宝クワスチカ | 山本優   | 久岡敬史         | 久岡敬史         | 新井豊         | 山口俊和 |
| 14   | 10月15日      | 幻しのバビロン                        | 山本優   | 影山楙倫         | 岸たつや         | いのまたむつみ | -        |
| 15   | 10月22日      | 北極海の伝説                          | 山崎晴哉 | 松任屋燐         | 高垣幸蔵         | 菊池城二       | 山口俊和 |
| 16   | 10月29日      | 華麗なる復讐                          | 合戸陽   | 又野弘道         | 又野弘道         | 篠田章         | 山口俊和 |
| 17   | 11月5日       | 謎のアンコール・ワット                | 八田朗   | 又野弘道         | 又野弘道         | 塩沢中世       | 田沢英夫 |
| 18   | 11月12日      | シャーリ山の雄叫び                    | 合戸陽   | 高山秀樹         | 並里啓次         | 篠田章         | 金子英俊 |
| 19   | 11月19日      | ゴビ砂漠の激戦                        | 山崎晴哉 | 池田裕之         | 宮崎一哉         | 上村栄司       |          |
| 20   | 11月26日      | 死闘! 愛のまぼろし                    | 山本優   | 久岡敬史         | 並里啓次         | 塩沢中世       | 田沢英夫 |
| 21   | 12月3日       | 聖シャンバラの決戦                    | 山本優   | 又野弘道         | 又野弘道         | 新井豊         | 金子英俊 |
| 22   | 12月10日      | 挑戦! 夢の狩人(前編)                  | 山本優   | 高山秀樹         | 並里啓次         | 塩沢中世       | 山口俊和 |
| 23   | 12月17日      | クワスチカ出現の謎(中編)              | 山本優   | 又野弘道         | 又野弘道         | 塩沢中世       | 松本健治 |
| 24   | 12月24日      | 夢よはるかに(後編)                    | 山本優   | 久岡敬史         | 久岡敬史         | 塩沢中世       | 金子英俊 |

## 商品展開
クローバーの関連会社である玩具メーカー「ポプラ」から「DX驚異合体5・アクロバンチ」が発売された。この製品は、バンチャー・アローの前輪は機体床部を通じてエグゾーストパイプに繋がり、これを外して肩に合体するなど一部のギミックに違いがある。またカラーリングは当初はアニメ本編との差異の一つになっていたが、中途からこのアイテムのカラーリングが本編のカラーリングとなっている。他にも低価格版の「驚異合体5・アクロバンチ」、非合体の「アクロバンチ」、更には「プラ 驚異合体 パワーダッシュ」 という別のプレイバリューを持つアイテムも発売された。
また青島文化教材社が『アニメスケール』シリーズのラインナップとしてプラモデル化を行っている。アクロバンチのスケールモデルは、3種（計5機）集めることで合体できる1/72のバンチャーマシン各機（全て揃ったセット売りあり）、プロポーションを重視した分離合体しない1/100のリアルスケールモデル、低価格で1/144の小サイズのものが発売された。ノンスケールでは、合体ロボット3種と独自ギミック付きの2サイズのモデルのセット『おやこマシン』シリーズ、ミニ合体ロボット4種が存在する。ミニ合体ロボットは他のシリーズと同様、頭・胴体・腕・脚の各メカで、それぞれ1号ファット・バンチャー、2号ファルコン・バンチャー、3号バンチャーアロー、4号バンチャーホーネットである。ファット・バンチャーはD・Bの中にアクロバンチの頭部が納まる形態で、他の3種はアニメの設定にある程度準拠している。また、本商品はプラキットでは唯一ファルコン/アクロバンチの翼が赤の成型色になっている。
ゴブリン一族のメカもプラモデル化されており、ディラノスが1/100と1/144とミニ合体ロボット、アンドロデムス、フォリングス、ケラドウス、赤鬼族一般兵用メカのアミンガが1/144で発売された。ディラノスのミニ合体ロボット各機は、単独では他のゴブリンメカを模した形状をしている。なお、赤鬼族以外の一般兵士用メカは、黒鬼族がゴブンガ、青鬼族がバルード、白鬼族がシラミックといい、また親衛隊のメカ（一般兵士用アドラムと指揮官用）の他、戦闘用/指揮官用円盤や砂漠用戦車や飛行艇、また終盤になって海底防衛用蟹状メカが登場するが、これらはいずれもプラモデル化されていない。
アオシマミニ合体シリーズの人気作となり、後年、成型色を変更した再版（ガイアス&ドッグボス）が登場したが、この際、元・ディラノスだったドッグボスは二本脚に改鋳されている（合体ロボット参照）。また、アニメスケールでも1/100のクリアメカシリーズ（半身の外装が透明部品で成型されているパーツが同梱されているもの。普通の外装を使用選択する事も出来る）として、アクロバンチとディラノスがラインナップされている。
ただし、プラモ化に伴う設定変更もあり、全てのスケールモデルは実際はノンスケールも同然である。
コスモス からはカプセル式自動販売機の景品として消しゴムや金属製人形、プラモデル、パズル等が発売されていた。文具関連はショウワノートから発売。
2003年発売のゲーム『スーパーロボット大戦COMPACT3』に機体とキャラクターが登場。ファミリーはアメリカ国籍 であり、キャラクター名が「タツヤ・ランドウ」 のように国籍に則った人名表記に準じたカタカナ表記になっている。
2010年にシーエムズコーポレーションからBRAVE合金ブランドで完全合体可能なアクロバンチの発売が予告されたが、発売元の倒産によって発売中止となった。

## 放送局
特筆の無い限り全て日本テレビ系列フルネット局（放送当時）。
| 放送対象地域   | 放送局             | 放送日時（第12話まで）                                                                                                | 放送日時（第13話以降）                                                                                                | 備考                                                   |
| -------------- | ------------------ | --- | --- | ------------------------------------------------------ |
| 関東広域圏     | 日本テレビ         | 水曜 19:00 - 19:30 | 金曜 17:00 - 17:30 | 製作局                                                 |
| 北海道         | 札幌テレビ         | 水曜 19:00 - 19:30 | 金曜 17:00 - 17:30 |                                                        |
| 岩手県         | テレビ岩手         | 水曜 19:00 - 19:30 | 木曜 17:30 - 18:00 |                                                        |
| 宮城県         | ミヤギテレビ       | 水曜 19:00 - 19:30 | 金曜 17:00 - 17:30 |                                                        |
| 福島県         | 福島中央テレビ     | 水曜 19:00 - 19:30 | 金曜 17:00 - 17:30 |                                                        |
| 新潟県         | テレビ新潟         | 水曜 19:00 - 19:30 | 金曜 17:00 - 17:30 |                                                        |
| 山梨県         | 山梨放送           | 水曜 19:00 - 19:30 | 木曜 17:00 - 17:30 |                                                        |
| 静岡県         | 静岡第一テレビ     | 水曜 19:00 - 19:30 | 日曜 07:00 - 07:30 |                                                        |
| 石川県         | 北陸放送           | 土曜 7:00 - 7:30（1983年3月5日、3月12日） ↓ 土曜 6:20 - 6:50（1983年3月26日） ↓ 土曜 6:30 - 7:00（1983年8月27日まで） | 土曜 7:00 - 7:30（1983年3月5日、3月12日） ↓ 土曜 6:20 - 6:50（1983年3月26日） ↓ 土曜 6:30 - 7:00（1983年8月27日まで） | TBS系列                                                |
| 中京広域圏     | 中京テレビ         | 水曜 19:00 - 19:30 | 金曜 17:00 - 17:30 |                                                        |
| 近畿広域圏     | よみうりテレビ     | 水曜 19:00 - 19:30 | 金曜 17:00 - 17:30 |                                                        |
| 鳥取県・島根県 | 日本海テレビ       | 水曜 19:00 - 19:30 | 金曜 17:30 - 18:00 |                                                        |
| 広島県         | 広島テレビ         | 水曜 19:00 - 19:30 | 金曜 17:00 - 17:30 |                                                        |
| 山口県         | 山口放送           | 水曜 19:00 - 19:30 | 土曜 16:55 - 17:25 | テレビ朝日系列とのクロスネット。 1983年1月22日まで放送 |
| 香川県・岡山県 | 西日本放送         | 水曜 19:00 - 19:30 | 金曜 17:00 - 17:30 |                                                        |
| 愛媛県         | 南海放送           | 水曜 19:00 - 19:30 | 土曜 17:00 - 17:30 |                                                        |
| 高知県         | 高知放送           | 金曜 17:00 - 17:30 | 金曜 17:00 - 17:30 |                                                        |
| 福岡県         | 福岡放送           | 水曜 19:00 - 19:30 | 土曜 08:15 - 08:45 |                                                        |
| 熊本県         | くまもと県民テレビ | 水曜 19:00 - 19:30 | 金曜 17:00 - 17:30 |                                                        |
| 大分県         | テレビ大分         | 水曜 19:00 - 19:30 | 水曜 17:30 - 18:00 | フジテレビ系列・テレビ朝日系列とのトリプルネット。     |